# 8644-es mellékút (Magyarország)
A 8644-es számú mellékút egy rövid, kevesebb, mint 5 kilométer hosszú, négy számjegyű országos közút Vas vármegye területén; Iklanberény községet kapcsolja össze, annak egyetlen közúti elérési útvonalaként részint a nyugati szomszédságában fekvő Tormásligettel, részint pedig a tőle délre eső Lócs községgel.

## Nyomvonala

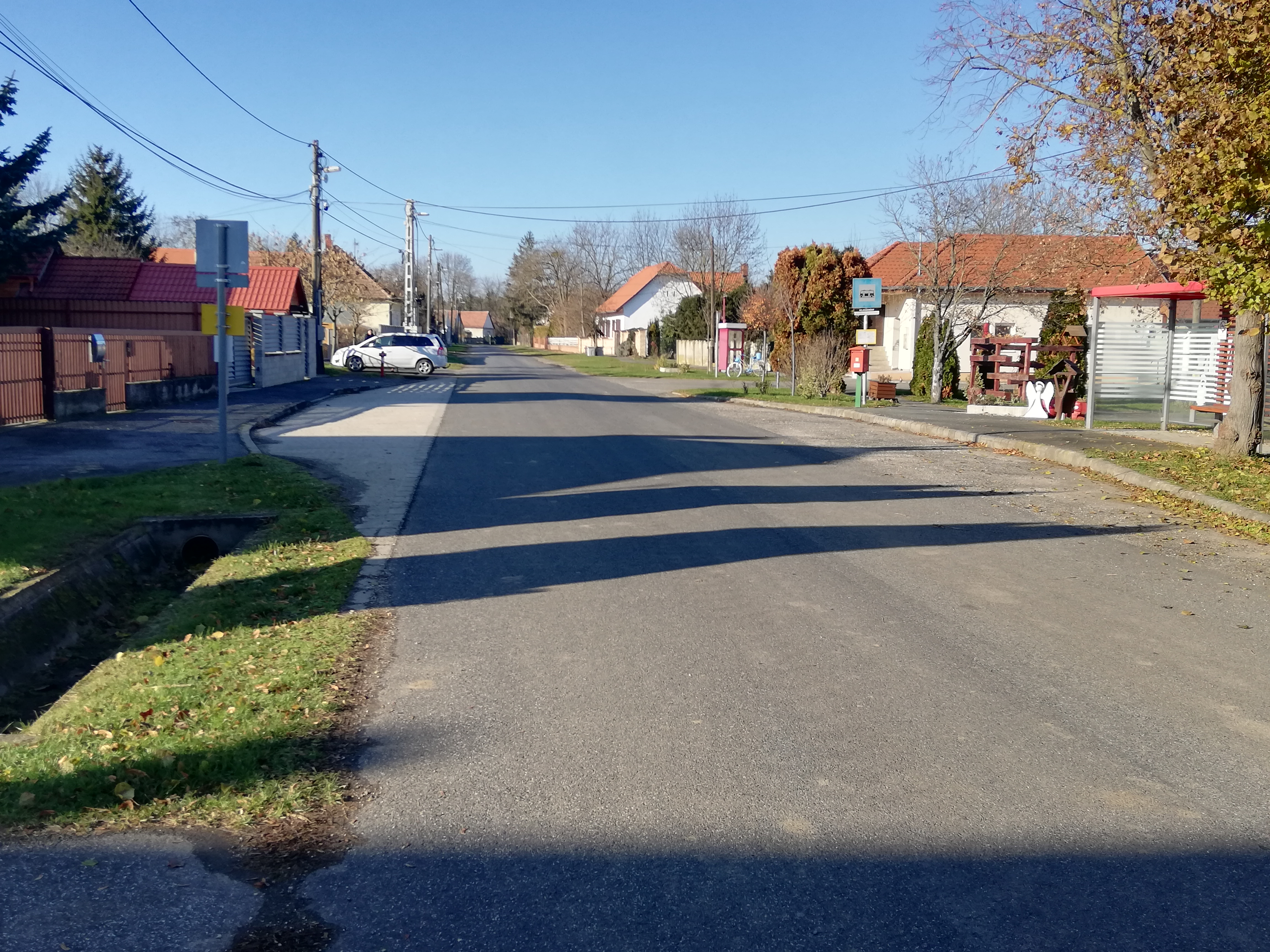
Iklanberényi szakasza

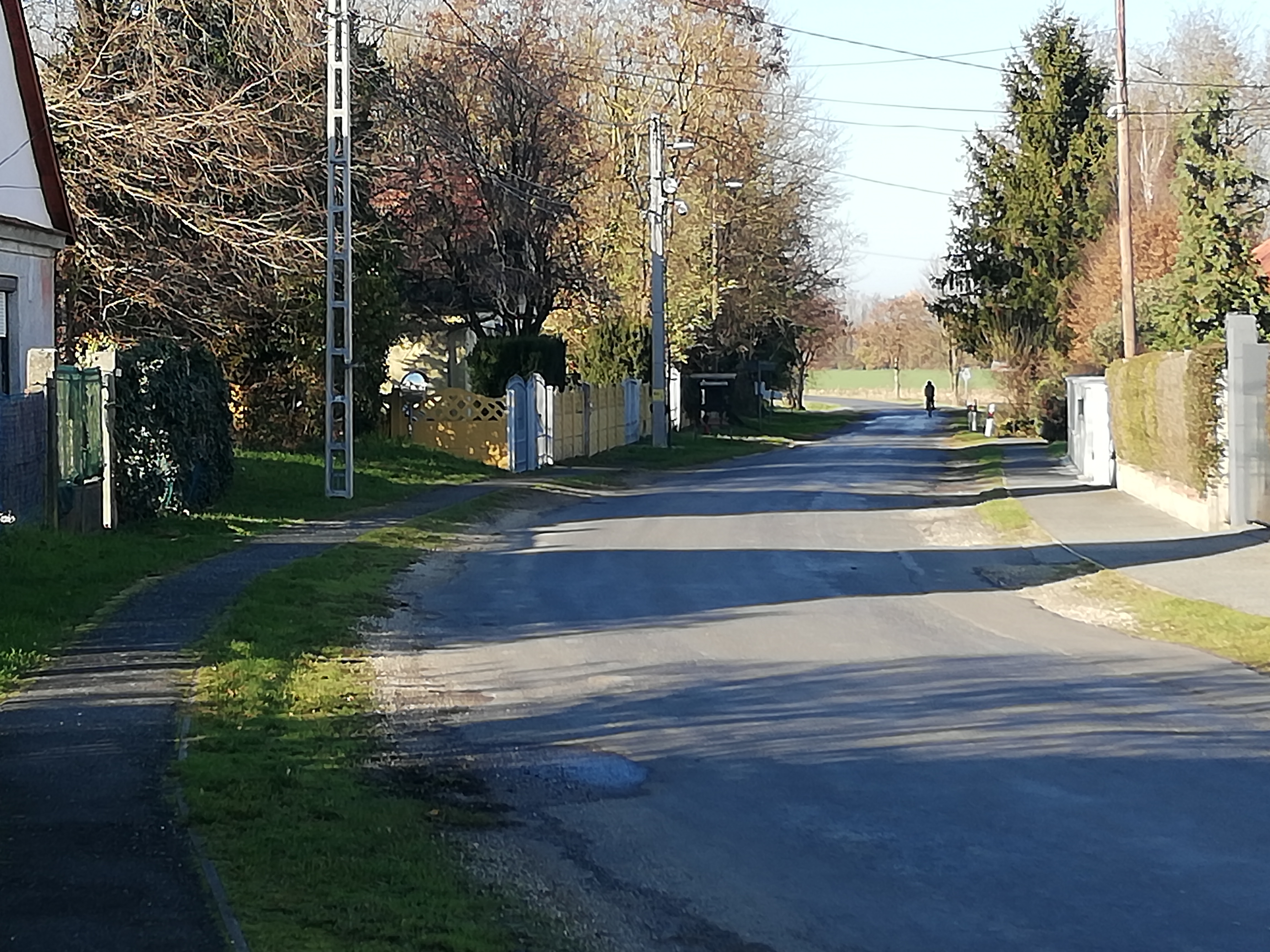
Az út Iklanberényben nyugat felé nézve

A 8634-es útból ágazik ki, annak a 3+350-es kilométerszelvénye közelében, Lócs belterületétől délre, északi irányban. Bő 300 méter után éri el a község déli szélét, ahol a Petőfi Sándor utca nevet veszi fel. Nagyjából 600 méter után ér a település központjába, ahol találkozik a 8618-as úttal, ott keletnek fordul s mintegy 150 méteren át közös szakaszon haladnak a faluban – kilométer-számozás tekintetében egymással ellentétes irányban húzódva –, majd újra különválnak, s a 8644-es ismét északnak fordul.

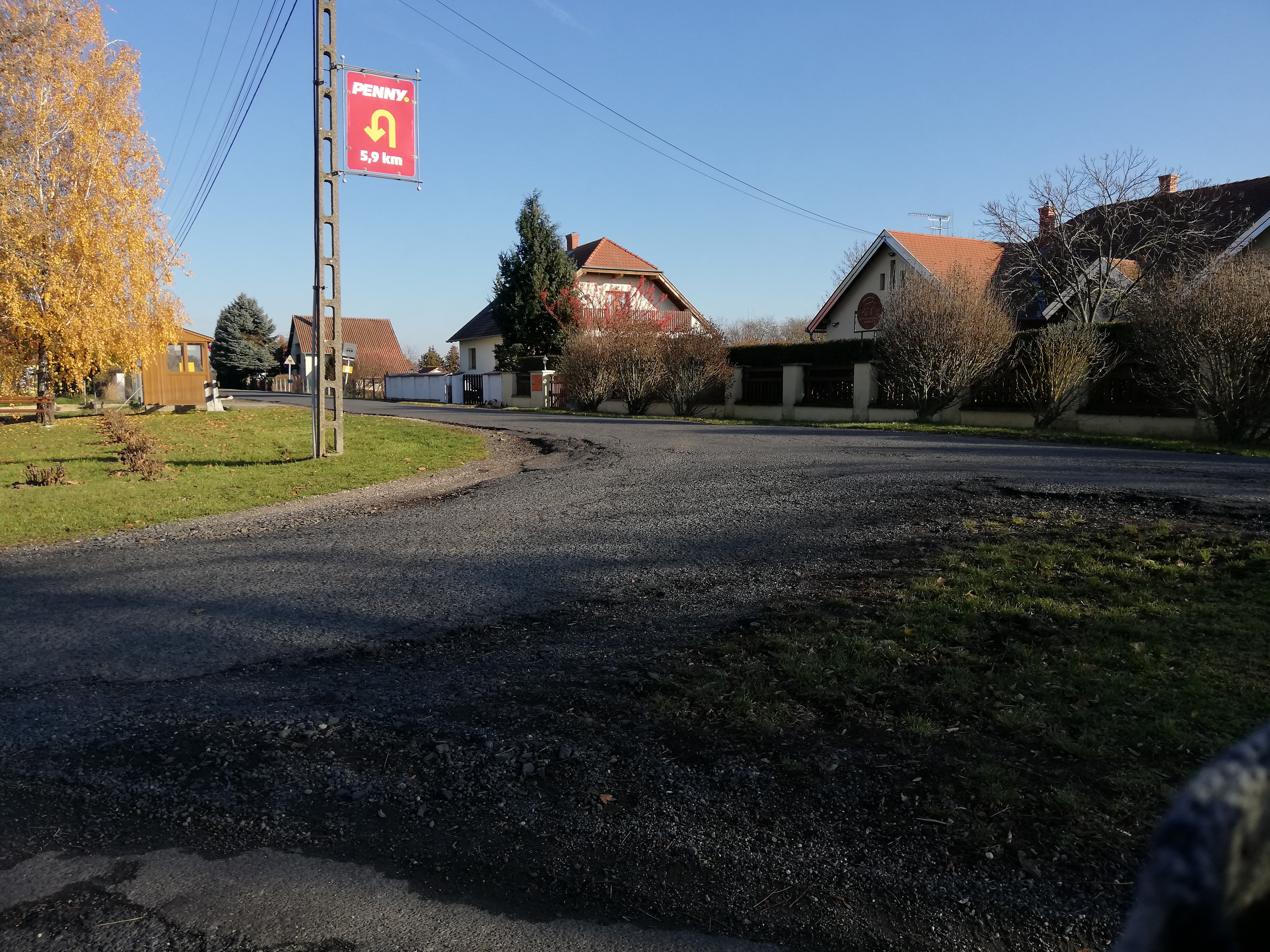
Szétágazása a 8618-as úttól Lócs keleti részén

Pár lépés után már ismét külterületen folytatódik, bő 2,5 kilométer után pedig átlépi Iklanberény déli határát. Alig 200 méterrel arrébb be is lép e településre, belterületi szakaszán végig a Fő utca nevet viseli. 3,5 kilométer után újból külterületre ér, a 4. kilométerénél pedig átszeli Tormásliget határát. Lakott helyeket itt már nem érint; bő egy kilométer után véget is ér, beletorkollva a 8624-es útba, annak a 2+900-as kilométerszelvénye közelében, a település belterületének keleti szélétől nagyjából egy kilométerre.
Teljes hossza, az országos közutak térképes nyilvántartását szolgáló kira.gov.hu adatbázisa szerint 4,675 kilométer.

## Települések az út mentén
- Lócs
- Iklanberény
- Tormásliget